# Zapotillo
Zapotillo är en ort i Mexiko.   Den ligger i kommunen Tierra Blanca och delstaten Veracruz, i den sydöstra delen av landet, 300 km öster om huvudstaden Mexico City. Zapotillo ligger 54 meter över havet och antalet invånare är 143.
Terrängen runt Zapotillo är platt, och sluttar österut. Runt Zapotillo är det ganska tätbefolkat, med 65 invånare per kvadratkilometer. Trakten runt Zapotillo består till största delen av jordbruksmark.